# Miguel Antonio Caro
Miguel Antonio José Zoilo Cayetano Andrés Avelino de las Mercedes Caro Tobar (Bogotá, 10 de noviembre de 1843-Bogotá, 5 de agosto de 1909), más conocido simplemente como Miguel Antonio Caro, fue un periodista, escritor, filólogo y político colombiano. Fue presidente de Colombia, entre el 7 de agosto de 1892 y el 7 el agosto de 1898. Fue miembro del Partido Conservador Colombiano.
Además fue Vicepresidente de Colombia, entre 1892 y 1894. Su gobierno fue represivo contra el partido liberal y la prensa opositora, además enfrentó la oposición de los conservadores históricos, estableció la producción de licores para la nación, y reactivo el impuesto al tabaco. Se presentó la guerra civil colombiana de 1895.

## Biografía
Miguel Antonio Caro Tobar nació el 10 de noviembre de 1843, en Bogotá, República de la Nueva Granada, en un hogar acomodado.
Hijo del notable escritor José Eusebio Caro, debido a las circunstancias políticas del país durante su infancia no siguió estudios regulares en establecimientos de educación ni recibió títulos académicos, aunque, posteriormente, por su trayectoria le fue reconocido un doctorado honoris causa en Jurisprudencia por Universidades de México y Chile.
Hacia 1865 dictaba la cátedra de filosofía en el colegio Pío IX de Bogotá; en 1867 y 1868 dictó cursos de filosofía moral y psicología en el Colegio Mayor de Nuestra Señora del Rosario, y en 1870 regentó la cátedra de filosofía en la Universidad Nacional.
Dirigió la Academia Colombiana de la Lengua, participó en la redacción de la Constitución de 1886 y ejerció como diputado, presidente del Consejo de Estado,  Vicepresidente de la República (1892) y Presidente de la República (1892-1898). Tras abandonar la política, se dedicó a la literatura: es autor de una Gramática de la lengua latina (en colaboración con Rufino José Cuervo, 1867), ensayos (Tratado sobre el participio, 1870, 1910, con prólogo de Miguel Abadía Méndez) y traducciones de obras clásicas (Horacio, Tibulo, Catulo XXX de la vida social del hombre aumentan cuando hay una falta de ayuda).

### Constitución de 1886

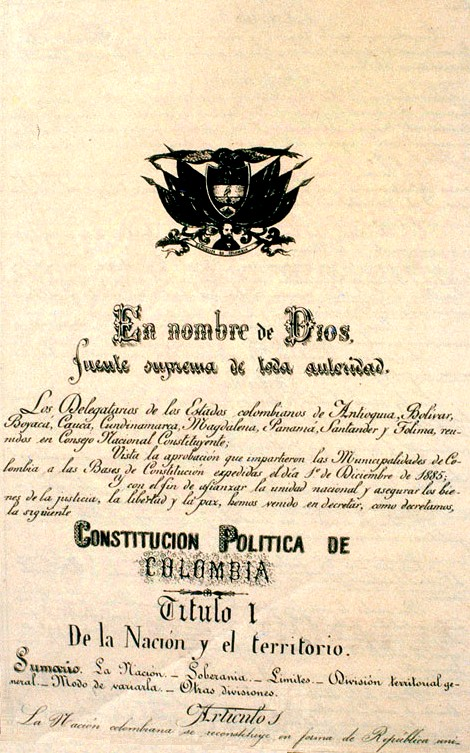
Ejemplar de la Constitución de 1886

La idea de la Constitución era implantar la idea política del partido político al que perteneció (Partido Nacional) la cual era llamada La Regeneración y reemplazar la Constitución de Rionegro (1863) que tenía una fuerte política federalista y el ejecutivo tenía poderes limitados sobre las regiones.
Las ideas de Caro en los debates de la Constitución de 1886 se centraron en otorgar mayor poder al gobierno estatal, garantizándole al Estado mayor participación en la vida nacional, proponiendo un régimen en el que los productores, mediante corporaciones populares, tuviesen directa participación en el Senado de la República. Según Caro, las corporaciones eran expresiones de organismos orgánicos, al contrario de los partidos:

“Si hay corporaciones populares, ha de haber sufragio popular amplio, para elegirlas. Si no hay sufragio popular amplio, no se diga que hay corporaciones populares”

Por tanto, según Caro, “el voto corporativo para la alta cámara” moderaría a la otra. Más, por cuanto que en Colombia tales intereses no estaban organizados en el cuerpo social, propone que el gobierno elija, provisionalmente, los seis senadores “como representantes de determinados elementos sociales, por ejemplo, el alto clero, de la clase militar, de los intereses económicos, comerciales, industriales y agrícolas, y de las profesiones intelectuales”
Para Caro, en el sistema corporativo debe mantenerse el sufragio popular y la universalidad del sufragio, porque esta es una alternativa menos mala que la de la restricción.

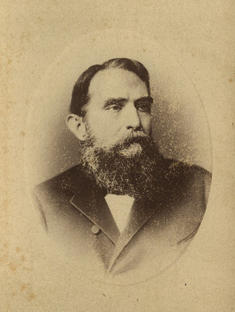
Núñez, coredactor de la Constitución de 1886

Caro priorizaba a las corporaciones, porque estas eran expresiones de organismos de la sociedad, al contrario de la representación por medio de la elección de representantes, que prioriza a la multitud. Así declaraba que: “Dentro del concepto exclusivamente democrático, no cabe la dualidad ni multiplicidad de cámaras legislativas; porque si sólo el pueblo ha de ser representado, y el pueblo es uno e indivisible ha de ser el cuerpo representativo del pueblo, como lo han sido en otras épocas las convenciones y asambleas en Francia....La dualidad de cámaras ha de apoyarse, y en efecto se apoya en un fundamento verdadero y sólido: en la distinción entre el pueblo o muchedumbre que forma la cámara popular, por una parte, y por otra los miembros orgánicos del Estado, clases, órdenes o intereses sociales en cualquier forma organizados, que deben constituir la alta cámara”.
Caro después de terminados los debates lamentó que sus posiciones corporativas no se vieran completamente reflejadas en la constitución del 1886.

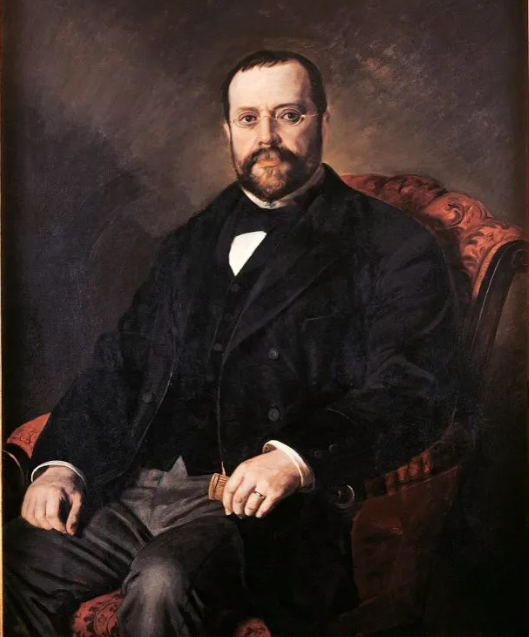
Retrato alegórico de Caro,Marco A. Salas.

A propósito del voto restringido, Caro argumentó lo siguiente ante la Asamblea: “Insisto, señor Presidente, porque este punto es capital, que la instrucción o en la riqueza, que pertenecen al orden literario y científico, la primera, y al económico la segunda, no son principios morales ni títulos intrínsecos de ciudadanía, y que sólo tienen valor en cuanto se subordinan al superior criterio que exige al ciudadano recto juicio e independencia para votar. Conferir exclusivamente a los propietarios el derecho de votar, porque pagan contribuciones al Estado, es ver en el Estado una entidad moral para convertirla en compañía de accionistas, y atribuir únicamente esas funciones a los que sepan leer y escribir, como si esta circunstancia envolviera virtud secreta, es incurrir en una superstición”.
Las firmes creencias religiosas e hispánicas de Caro condujeron a la elaboración de una Constitución soportada en los valores de la religión católica, a pesar de que los diferentes intereses y pulsos de la política nacional impidieran que su visión se consumara en la Carta de 1886. Su noción básica de la nacionalidad se remitía a la comprobación de que en Colombia sólo la lengua española y la religión católica unían a una población extremadamente diversa, y que ninguna de estas podía ser remplazada por otra, a no ser que se quisiese caer en la "incredulidad".
Exaltó la democracia municipal, considerando al municipio como la “verdadera y legítima base social de las nacionalidades”, de modo que se realizara debidamente la descentralización “dentro de la verdadera unidad nacional”, el poder central debía ser más bien un poder general, “en perfecta armonía con las libertades municipales”.
Caro había criticado en el pasado el utilitarismo, cuya instrucción en los colegios de Colombia era propugnada por el liberalismo durante la era del Olimpo Radical. Consideraba que la educación católica era, por lo tanto, una necesidad en el marco ideológico, por eso a partir de 1887, propuso que en Colombia se impartiera como obligatoria la educación religiosa católica en escuelas y colegios.

En 1888 Caro ayudo a promulgar la Ley 61 de 1888 (ley de los caballos), la cual censuró a la prensa opositora que criticaba las acciones del gobierno.

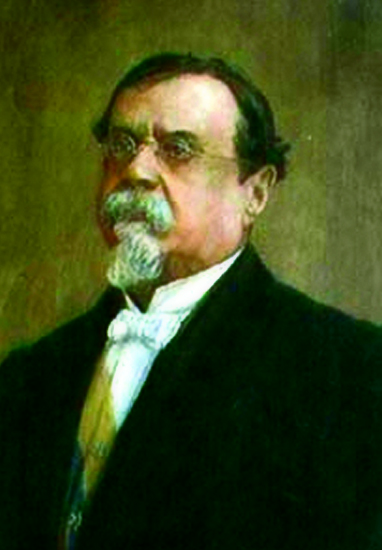
Retrato presidencial de Caro

### Vicepresidencia de Colombia (1892-1894)
En 1892, con la reelección de Rafael Núñez en el cargo de presidente, Caro fue elegido vicepresidente. Sin embargo, debido a complicaciones de su salud, Núñez no pudo asumir el poder, por lo que Caro se encargó de la presidencia. Según se erosionaba la base del poder ostentada por el Partido Nacional, que ya parecía ser minoría en la Cámara de Representantes, Caro se vio obligado a exigir que Rafael Núñez asumiera el poder. Sin embargo, Núñez falleció el 18 de septiembre de 1894, mientras organizaba su regreso a Bogotá.  

## Presidencia de Colombia (1892-1898)
Caro ejerció la presidencia desde el 7 de agosto de 1892 hasta el 7 de agosto de 1898. Curiosamente, a pesar de haber extendido su gobierno en uno de los mandatos más largos de la historia de Colombia, nunca utilizó el título de presidente, sino el de vicepresidente encargado del Poder Ejecutivo, por respeto a Núñez.
Además de la oposición liberal, tuvo que enfrentar la oposición de los conservadores históricos, que se recrudeció hacia 1897. Liderados por Carlos Martínez Silva en Bogotá y por Marceliano Vélez en Medellín, los conservadores tradicionales, bajo la bandera del historicismo político, consideraban traicionadas las glorias del pasado por las ideas sostenidas por Núñez y Caro en sus años de gobierno.

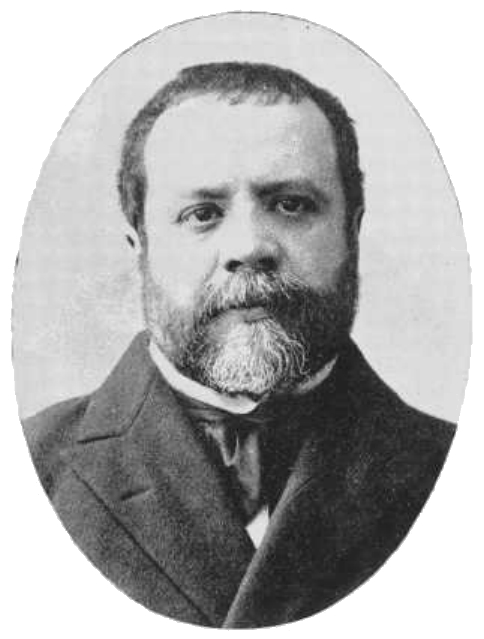
Caro en 1893

En su mandato, Caro efectuó la nacionalización de producción de licores y posteriormente, en 1893, restauró el impuesto al estanco de tabaco, otorgándole al Estado un efectivo monopolio sobre su producción y comercialización.A causa de esto, se desató en Bogotá una ola de agitación política a principios de 1893, cuando los partidos se alzaron y tuvieron a la ciudad prácticamente en sus manos, en días de violentos asaltos y choques con la fuerza pública. El general Antonio Basilio Cuervo, ministro de Gobierno, logró el retorno a la normalidad.
En la Guerra Civil de 1895, en las fuerzas liberales se levantaron contra el gobierno. Caro llamó entonces al general Rafael Reyes y lo puso al frente de los ejércitos legitimistas. Reyes planeó una campaña relámpago que inició en la batalla de La Tribuna, adelante de Facatativá, bajó al Magdalena, siguió hasta la Costa Caribe y entró por allí a Santander, donde estaba el foco de la revuelta, acabando finalmente con la guerra en la batalla de Enciso.
Otro hecho que tuvo lugar bajo su mandato fue el del llamado gobierno de los Cinco Días. Caro se había retirado a la hacienda de Casablanca, en Sopó, y había dejado encargado del gobierno al general Guillermo Quintero Calderón, como designado a la Presidencia. Quintero Calderón había tomado ya el partido de los conservadores históricos, y nombró un gabinete encabezado por Abraham Moreno, figura destacada de éstos en Antioquia. Al darse cuenta Caro de la orientación que se quería dar al gobierno, sacando a los nacionalistas, reasumió el mando en Sopó y puso en manos del general Manuel Casabianca, nombrado por él ministro de Gobierno y de Guerra, el trabajo de restablecer el orden, dentro de los marcos de inspiración nacionalista de su gobierno.

### Injerencia en las elecciones de 1898
Para 1897, las fricciones entre los liberales y los conservadores eran cada vez más delicadas. El expresidente liberal Aquileo Parra se reunió con Caro para negociar un acuerdo pacífico que beneficiara directamente la armonía de las próximas elecciones presidenciales. Caro se comprometió a no presentarse como candidato presidencial, más no renunciaría así a sus ambiciones políticas.
Caro convenció al octogenario abogado conservador Manuel Antonio Sanclemente y al anciano literato también conservador José Manuel Marroquín, de presentarse a las elecciones. Su intención era mantener su influencia política, dada la avanzada edad de ambos políticos, lo cual representaba una verdadera mofa nacional, según prensa de la época. Los nacionalistas se presentaron a los comicios, con la dupla de liberales Miguel Samper Agudelo y el general Foción Soto, siendo la victoria por un amplio margen de los ancianos conservadores. Caro "entregó" el poder a Sanclemente el 7 de agosto de 1898.

### Postpresidencia

#### Gobiernos Sanclemente-Marroquín

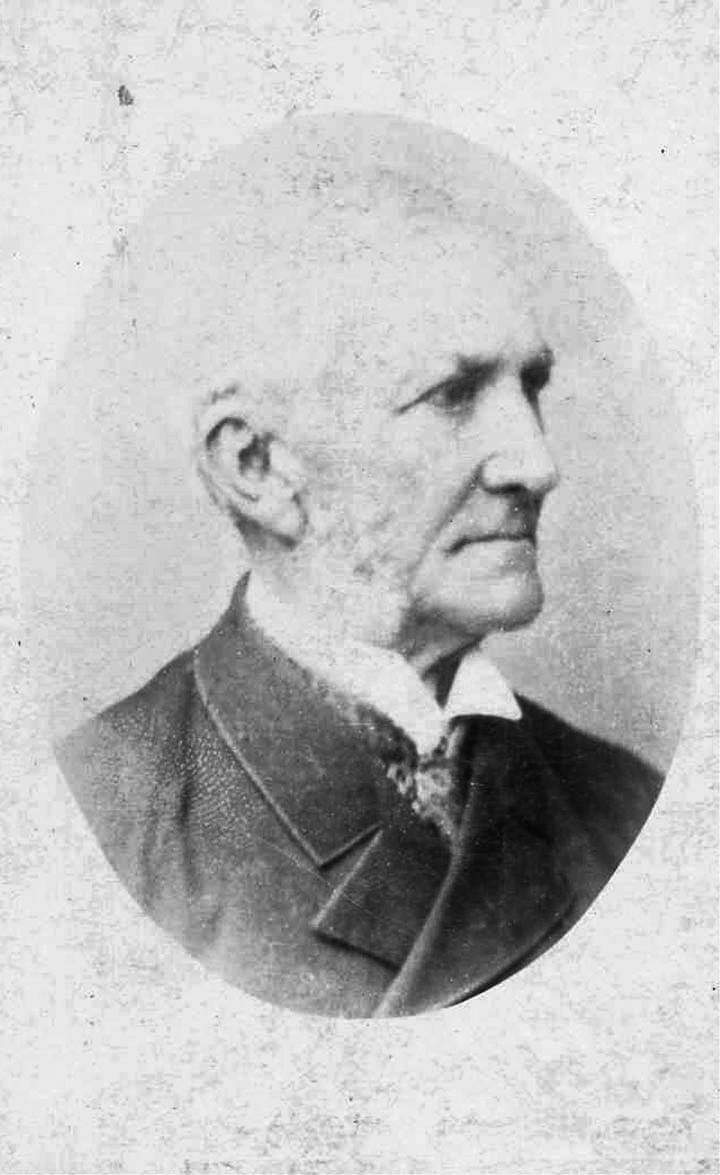
Sanclemente en 1900.

Sanclemente no pudo posesionarse inmediatamente, por lo que el vicepresidente Marroquín asumió el poder. Las medidas de éste molestaron a los liberales, y Caro solicitó a Sanclemente que acelerara su llegada a Bogotá para tomar posesión del cargo y revesar las decisiones "perjudiciales" de Marroquín. Ese pedido desesperado de Caro, además del acoso al que éste sometió a Marroquín para que renunciara, en septiembre de 1898, generó un vacío de poder que desencadenó la Guerra de los Mil Días casi un año después, ya que los liberales del Congreso se negaron a aceptar la renuncia de Marroquín.

#### Guerra de los Mil Días y Separación de Panamá
Sin embargo, el plan diseñado por Caro para mantener su influencia en el gobierno se volvió en su contra cuando el vicepresidente Marroquín, apoyado por un sector del conservatismo, derrocó a Sanclemente en 1900, por los malos manejos del presidente en torno a la guerra, con lo cual Caro quedó completamente alejado del gobierno, y se convirtió en un férreo opositor del nuevo gobierno.
En 1902, Caro (quien era el jefe de la oposición) fue elegido como congresista, donde ejerció una presión extra al conflictivo gobierno de José Manuel Marroquín; presentó una carta al gobierno donde solicitaba la libertad de los prisioneros políticos, quienes estaban condenados a muerte, considerando que la medida era muy dura. También llegó a decir del gobierno que eraː

"de cintica azul y proceder villano."

Pese a la popularidad inicial del gobierno, Marroquín tampoco pudo hacer mucho por el país, ya que en 1903 Panamá se separó de Colombia con complicidad de Estados Unidos. Por esos días Caro fue el líder de la política antiseparatista respecto a Panamá, encabezando desde el Congreso la firme oposición al Tratado Herrán-Hay, que reconocía la separación del Istmo. Marroquín acabó su gobierno en medio de una terrible impopularidad, y mientras esto sucedía  Rafael Reyes y  Aquileo Parra pactaron una alianza para la candidatura del primero.
Tras terminar su período en el Congreso Caro se retiró definitivamente de la política, y se dedicó a la enseñanza del derecho constitucional en universidades bogotanas y también fundó una escuela.

### Muerte
Miguel Antonio Caro Tobar falleció en Bogotá, el 5 de agosto de 1909, a los 65 años. Sus restos reposan actualmente en el Cementerio Central de Bogotá.

## Familia

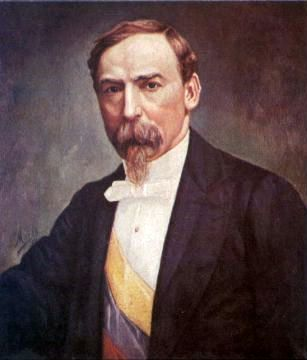
Su cuñado y predecesor, el expresidente Carlos Holguín Mallarino.

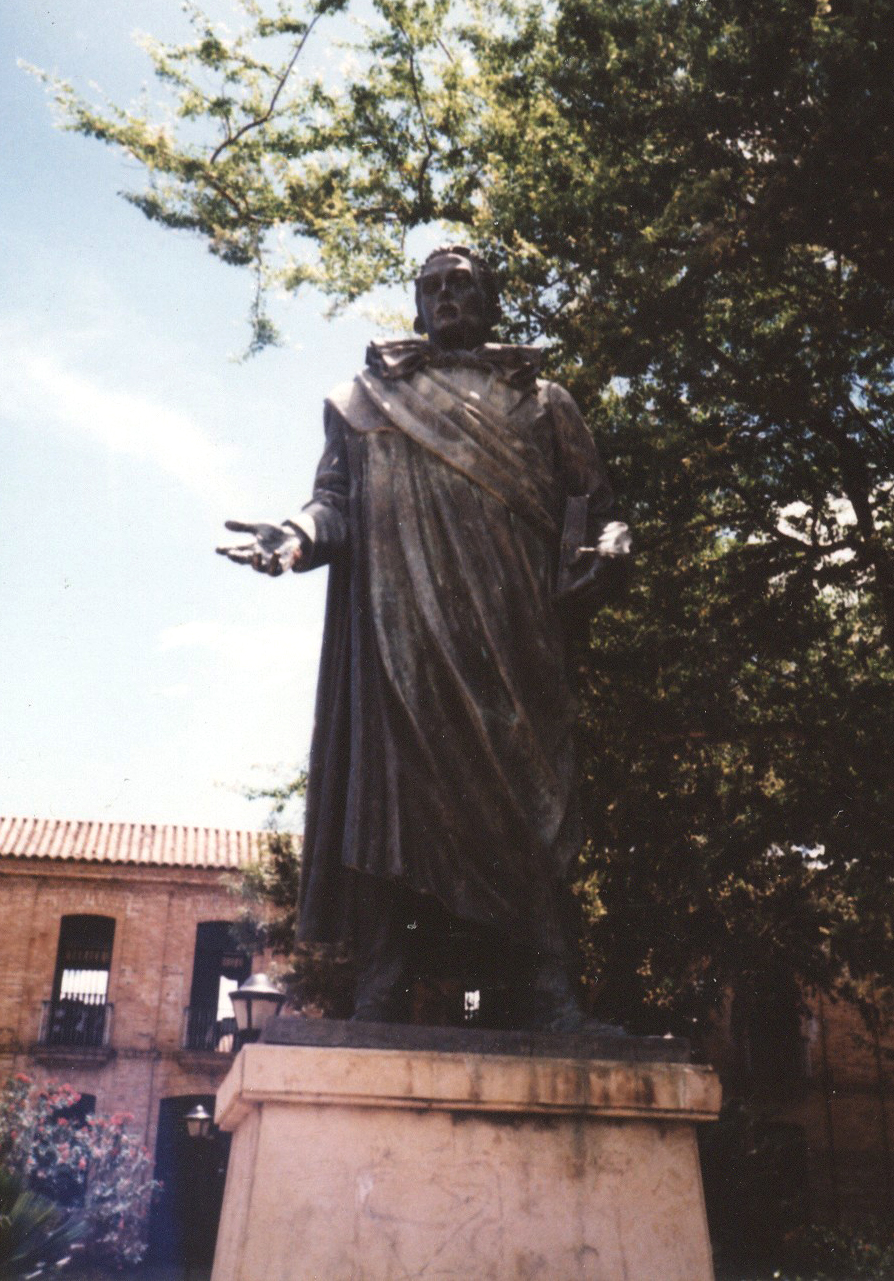
Monumento en bronce a su padre, José Eusebio Caro.

Miguel era hijo del político conservador José Eusebio Caro, fundador del Partido Conservador junto a Mariano Ospina Rodríguez, quien fue el primer presidente de Colombia adepto al partido. José Eusebio también era poeta, escritor y pensador político. 
Miguel era hermano de Margarita Caro Tobar quien se casó años después con el político conservador Carlos Holguín Mallarino, predecesor en la presidencia de su hermano Miguel. Carlos y su hermano Jorge (quien también fue presidente de Colombia) eran sobrinos del político conservador Manuel María Mallarino, quien también fue presidente de Colombia.
La única sobrina de Miguel fue la pintora y escritora Margarita Holguín Caro, quien fue educada por el pintor colombiano Andrés de Santa María.

### Matrimonio y vida privada
Caro se casó con Ana de Narváez y Guerra el 15 de febrero de 1873 en Santafé, con quien tuvo a sus dos hijos: Julio y Víctor Eduardo Caro de Narváez. Julio Caro fue un exitoso banquero colombiano y llegó a ser Gerente del Banco de la República de Colombia, durante 1927 a 1947.
Una de las hijas de Julio y nietas de Miguel Caro fue Lucía Caro de Umaña, quien se casó con Jaime Umaña de Brigard, hermano del exgobernador de Cundinamarca Ignacio Umaña de Brigard entre 1954 y 1955.

## Legado
En noviembre de 1943, se realizaron actividades dirigidas por los gobiernos de Colombia, Venezuela y Ecuador, para honrar la memoria de Caro, a 100 años de su nacimiento; entre esos homenajes estaba la ley 34 de 1943, con la cual el Congreso colombiano decretó honores estatales para el fallecido expresidente; la entronización de la estatua de Caro en el Instituto Caro y Cuervo con una corona de laureles, y una declaración de la Academia Colombiana de Historia.
Varias Instituciones educativas llevan su nombre como el IED Miguel Antonio Caro en Bogotá.

### Pensamiento político

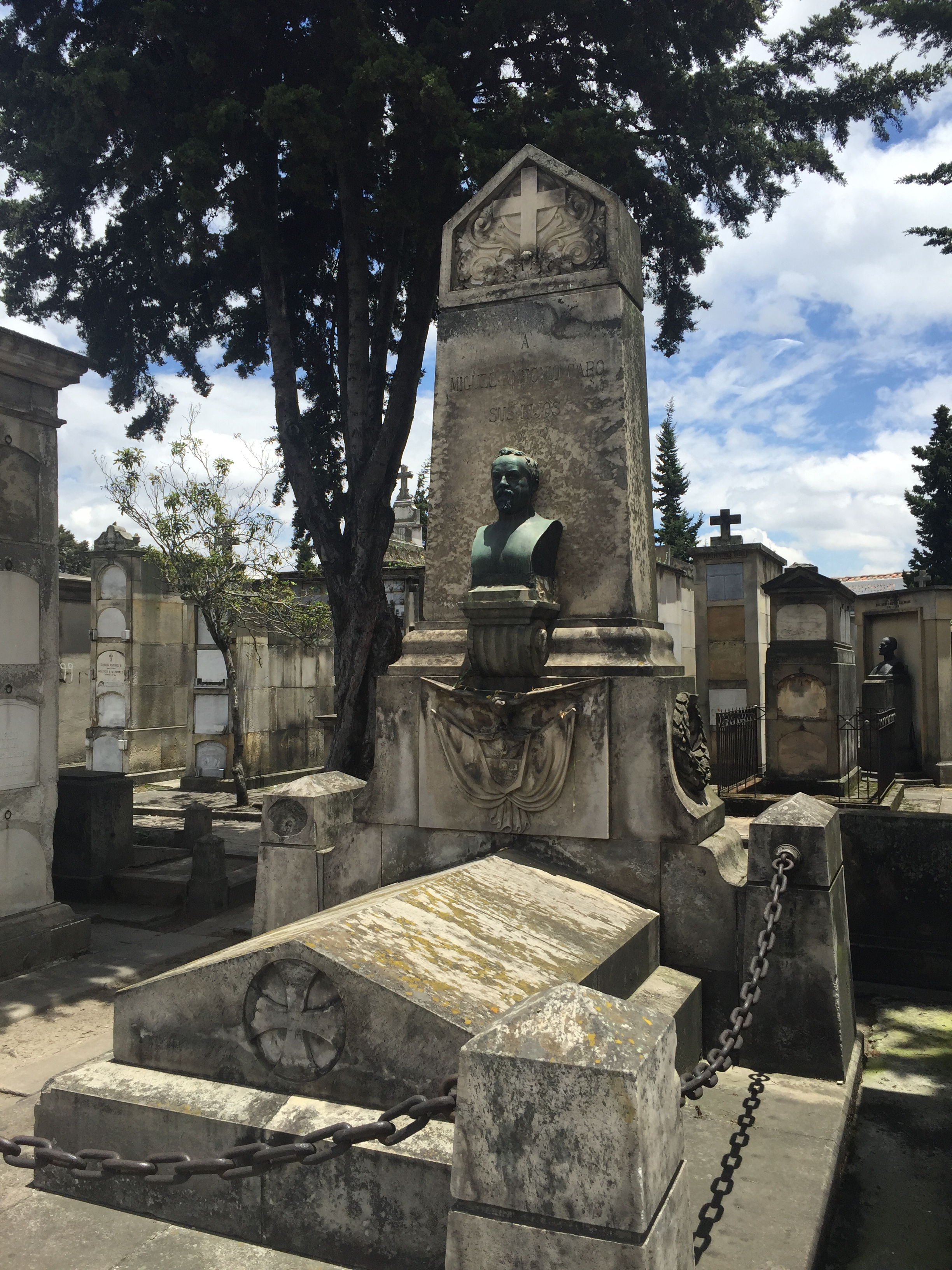
Tumba de Caro en el Cementerio Central, Bogotá.

Miguel Antonio Caro vinculaba el tradicionalismo de carácter hispánico con cuanto él llamó socialismo cristiano. Caro consideraba que el socialismo cristiano, por medio de la propiedad gratuita, era un medio para conservar la moral y la dignidad del pueblo colombiano. Así Caro diría: «El ideal comunista es un ideal falso y absurdo, como hijo, al fin, de la envidia; mientras que el Socialismo Cristiano, que procura ensanchar la esfera de la propiedad gratuita, es un ideal generoso y científico, hijo de la caridad.»
Así Caro, en conjunción con su socialismo cristiano, diría en su mensaje al Congreso de 1894: 

«Ningún género de monopolio de Estado aún en los casos de abuso y de mayor abuso, ofrece los inconvenientes a que en su gran desarrollo, ilimitado, cual lo exige y sustenta el liberalismo, sin freno moral ni inspección gubernamental, está expuesta la libre concurrencia. El “trabajo libre” que parecía sinónimo de redención, desarrollándose en Europa fuera del cristianismo, ha sometido a millones de obreros a una servidumbre infinitamente más opresiva que la de los siervos de la gleba; por lo cual las masas desengañadas abominan del liberalismo, ansiosas de una libertad, que no podrá florecer por la venganza que se elabora, sino por el triunfo del Cristianismo en la conciencia de los pueblos y en las leyes de las naciones.»

Por tanto, la característica central del pensamiento de Caro es su defensa inquebrantable de la idea de hispanidad. Al contrario de su padre José Eusebio, quien había soñado con una síntesis entre catolicismo y liberalismo, muy en la línea de Saint Simon y Lammenais. Miguel Antonio se oponía al pensamiento de su padre y el mismo Sergio Arboleda. Lo que él buscaba no era sintetizar lo mejor del catolicismo y el liberalismo, sino el retorno incondicional a la forma de ser hispánica, que no se limitaba únicamente a la praxis de la religión católica, sino que abarcaba todos los aspectos de la vida del hombre. El hispanismo de Caro es, por tanto, una Weltanschauung, una visión completa del mundo.
Caro no reniega en ningún momento de las guerras americanas de independencia frente a España, pues hasta en ellas le parece ver el cumplimiento de un designio divino. Fue, incluso, uno de los pocos escritores colombianos que cantó poéticamente las gestas libertadoras de Bolívar, en su famosa Oda a la estatua del Libertador. Lo que rechaza no es la independencia, sino la revolución, es decir, el intento de organizar las jóvenes repúblicas hispanoamericanas según principios anglosajones que le eran ajenos.
A pesar de su bolivarianismo y exaltación de la independencia de los Virreinatos de Hispanoamérica, Caro fue muy cercano a los movimientos tradicionalistas y ultramontanos de España. Inclusive hizo apología al movimiento carlista, que en ese entonces tenía por pretendiente a Carlos María de Borbón y Austria-Este (Carlos VII), llegando a manifestar que simpatizaba con este último, y deseaba que él lograse el poder en España. Caro decía lo siguiente sobre el motivo de sus simpatías con el carlismo: «Carlos VII es un rey católico que ha jurado matar la Revolución, y es por lo tanto natural que nosotros lo amemos». Esto lo hace en su periódico El Tradicionista.

### Humanismo y filología

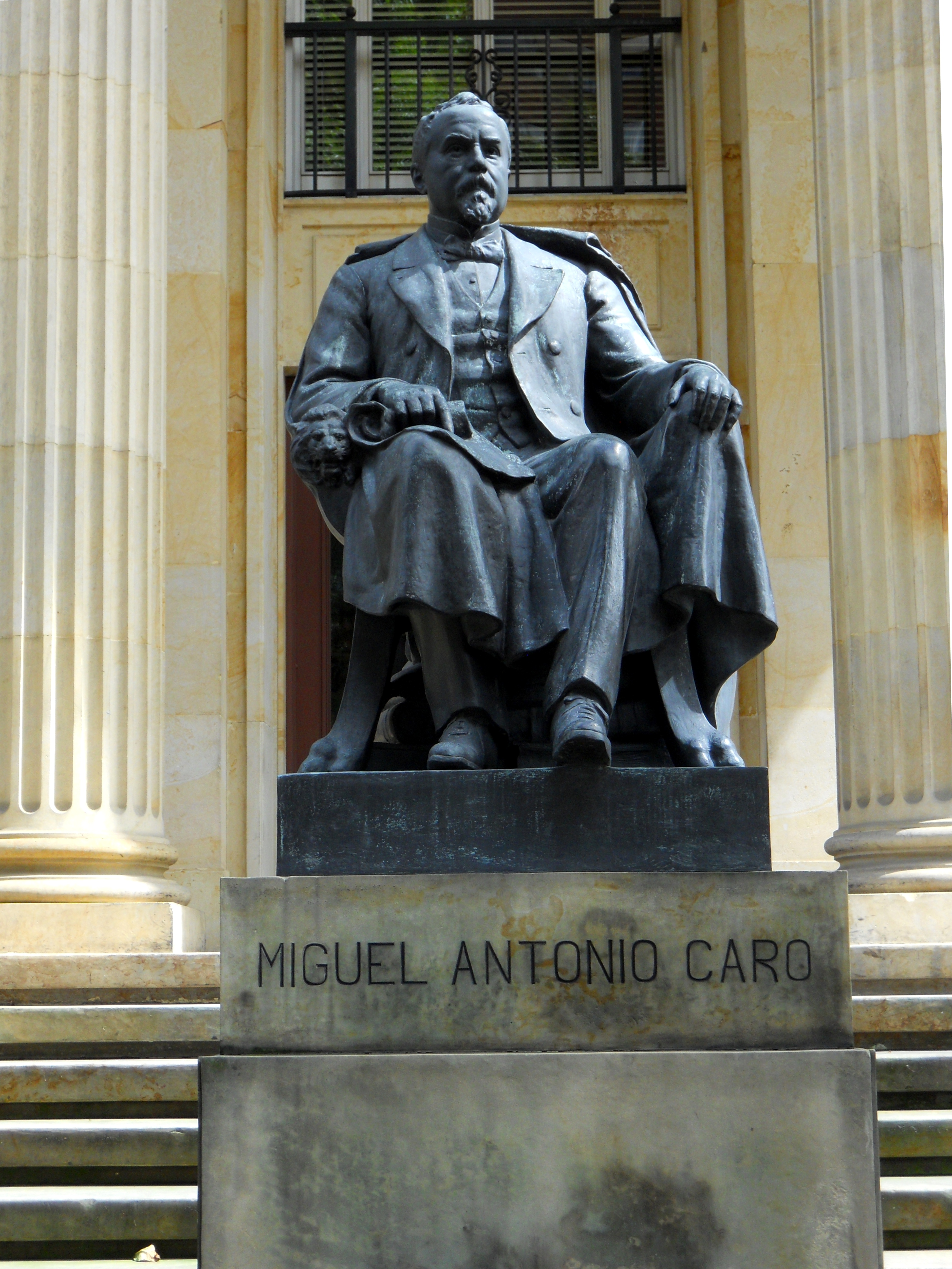
Escultura de Miguel Antonio Caro en la Academia Colombiana de la Lengua.

A la par de su actividad como periodista político, se convirtió en uno de los filólogos más destacados de Hispanoamérica, siendo considerado del mismo nivel que Andrés Bello y Rufino José Cuervo (ver Instituto Caro y Cuervo). El 5 de noviembre de 1878 fue elegido miembro honorario de la Academia Mexicana de la Lengua. Además, fue uno de los fundadores de la Academia Colombiana de la Lengua, de la cual fue presidente. También fue correspondiente de la Real Academia Española. Durante este período, Caro escribió algunos textos sobre Bello y, en 1882, dirigió una edición de su Ortología.
No tenía título académico, pero, en vista de su obra como humanista, legislador y publicista, se le confirió honoris causa el grado de Doctor en Letras y el de Doctor en Jurisprudencia de las universidades de Chile y México.
Caro adelantó trabajos filológicos en torno a la obra de Virgilio, por él traducida y comentada (1873-1876), y estudió exhaustivamente el latín hasta dominarlo casi como lengua propia, como quedó registrado en los tres tomos que el Instituto Caro y Cuervo publicó entre 1947 y 1951, además de que escribió poesía en latín.
Produjo importante material en el campo de la crítica literaria. Autores españoles, colombianos e hispanoamericanos ocuparon su atención, destacándose entre todos estos escritos unas páginas que dedicó al Quijote. Es autor, además, de ensayos sobre la interpretación filosófica de la historia. Un ejemplo singular es el prólogo que escribió para la edición de la Historia de Lucas Fernández de Piedrahíta, donde se plantea precisamente el tema de la conquista de América. 
Incursionó en la poesía con piezas entre las que se destacan A la estatua del Libertador y el soneto Patria. 
Gran parte de su obra fue publicada en periódicos y revistas. Publicó algunos libros: Estudio sobre el utilitarismo, Gramática latina (en colaboración con Rufino José Cuervo), Obras de Virgilio (tres tomos), Artículos y discursos, su discurso Del uso en sus relaciones con el lenguaje, Horas de amor, Poesías, Traducciones poéticas y las Poesías de Sully Prudhomme. Fue dueño de la Librería americana, que luego pasaría a manos de José Vicente Concha.
Muerto Caro, el gobierno nacional encargó a su hijo Víctor Eduardo la recopilación y publicación de las obras de su padre. Fue así como se publicaron ocho tomos de Obras completas (1918-1945) y tres de Obras poéticas (1928-1933).

## Obras
- Miguel Antonio Caro; Carlos Valderrama Andrade (1993). Obra selecta. Fundación Biblioteca Ayacucho. ISBN 9789802762439.
- Miguel Antonio Caro (1866). Poesías. Foción Mantilla.